# Timotei Lauran
Timotei Lauran este un episcop român, membru al Sfântului Sinod al Bisericii Ortodoxe Române. 

## Biografie
Preasfințitul Părinte Timotei Lauran, pe numele său de mirean, Felician Lauran, este primul episcop al Episcopiei Ortodoxe Române din Spania și Portugalia.
- Preasfințitul Părinte Timotei Lauran s-a născut la 12 aprilie 1975, în Satu-Mare;
- 1981-1989: Școala Generala nr. 6, Satu-Mare;
- 1989-1993: Liceul Teoretic Ioan Slavici, Satu-Mare;
- 20 iunie 1992: a obținut diploma de cântăreț bisericesc;
- 1993: a absolvit Liceul Teoretic Ioan Slavici din Satu Mare, profilul Istorie-Științe Sociale;
- 1993-1997: cursurile Facultății de Teologie Ortodoxă din Cluj-Napoca;
- 1997: a susținut licența în teologie cu lucrarea: „Validitatea hirotoniilor anglicane în contextul relațiilor dintre Biserica Ortodoxă și Biserica Anglicană”;
- 24 martie 1998: a fost tuns în monahism la Mănăstirea Nicula;
- 25 martie 1998: a fost hirotonit ierodiacon;
- 14 iunie 1998: a fost hirotonit ieromonah pe seama Mănăstirii Nicula;
- octombrie 1998 -februarie 1999: a urmat cursurile Facultatii de Medicină și Farmacie din cadrul Universității „Iuliu Hațeganu” Cluj-Napoca;
- martie 1999-mai 1999: stagiu la Mănăstirea „Acoperamântul Maicii Domnului” – Franța;
- octombrie 1999 -ianuarie 2001: preot duhovnic la Mănăstirea „Acoperamântul Maicii Domnului” – Franța;
- octombrie 1999 -decembrie 2000: a urmat cursurile de masterat ale Institutului Ortodox Saint Serge din Paris;
- 15 august 2000: a fost ridicat la rangul de protosinghel;
- 1 decembrie 2000: a obținut titlul de master în teologie ortodoxă în urma susținerii lucrării de masterat: „Simbolismul veșmintelor monahale la Sfinții părinți (sec I-VI)”;
- februarie 2001-februaire 2002: a fost preot slujitor la Mănăstirea „Adormirea Maicii Domnului” din Nicula; tot în această perioadă a îndeplinit ascultările de Secretar si Eclesiarh al mânăstirii;
- octombrie 2001-prezent: doctorand la catedra de „Istoria Bisericească Universală” din cadrul „Facultății de Teologie Ortodoxă” din Cluj-Napoca. Tema tezei de doctorat este: „Ortodoxie și erezie în Biserica Primară”, sub îndrumarea PC Pr. Prof. Vasile Leb;
- februarie 2002-aprilie 2004: preot duhovnic la Mânăstirea Nașterea Maicii Domnului” din Ciucea;
- aprilie 2004: transferat in Mitropolia Europei Occidentale si Meridionale, la Mânăstirea Înălțarea Sfintei Cruci” Malvialle, Franța;
- aprilie 2004 -octombrie 2005: a fost preot slujitor la Mânăstirea Înălțarea Sfintei Cruci” Malvialle, Franța;
- noiembrie 2004 - responsabil si pentru parohia de la Toulouse;
- noiembrie 2005 - stareț la Mănăstirea „Adormirea Maicii Domnului” Vilar, Franța;
- noiembrie 2005 - exarh al mânăstirilor și membru al Consiliului Mitropolitan;
- limbi vorbite: franceză (scris,vorbit), spaniolă (conversatie).
-in anul 2009 a fost ales de către Sfântul Sinod al Bisericii Ortodoxe Române în demnitatea de episcop al Spaniei și Portugaliei. Intorinizarea sa a avut loc în orașul Alcala de Henares din Spania într-un cort special amenajat pentru oficierea hirotoniei sale întru arhiereu .
-in timpul liturghiei la momentul cântării "Sfinte Dumnezeule " a fost hirotonit arhiereu , și a fost îmbrăcat în vesmitele de episcop . La finalul liturghiei IPS Iosif Mitropolitul Europei Occidentale și Meridionale,  a ținut un căutânt despre însemnătatea hirotoniei primului arhiereu al Spaniei și Portugaliei , după care i s-au înmânat mantia și carja episcoapala . 